# آروکانز، کوئینزلند
آروکانز (به انگلیسی: Aurukun) یک شهرک در استرالیا است که در Shire of Aurukun واقع شده‌است.